# Xlander Racing
Xlander Racing är ett svenskt racingstall som grundades 2008 av Louise Freidestam. Teamet tävlar i Carrera Cup Scandinavia och har vunnit serien tre år i rad (2008-2010), först med Jocke Mangs (2008, 2009) och sen med Robin Rudholm (2010) som förare. 2011 ställer man återigen upp med tidigare STCC-föraren Robin Rudholm.